# 在フランスカナダ大使
在フランスカナダ大使（ざいフランス カナダたいし、英語:Canadian ambassadors to France, 仏語:Ambassadeurs du Canada en France）は、フランスにおけるカナダ政府の代表である。この役職はカナダ外交においてイギリスに次いで2番目に古い在外代表である。けれども、カナダはイギリス帝国の一部であったのでロンドンは在外公館とはみなされていなかった。このため実質的にはパリがカナダで最初に在外代表がおかれたところということになる。

## 歴史
パリのカナダ代表はエクトル・ファーブルが「自治領代理人」して派遣された1892年に始まる。しかしファーブルには外交官としての身分が与えられていなかった。これは、カナダが外国と外交関係を結ぶ権限をイギリスが認めていなかったためである。1910年にはフィリップ・ロイがファーブルの後を継いで2代目の在仏代表となった。
カナダがフランスと正式な外交関係を結んだのは1928年のことである。この結果、ロイが初代の特命全権公使に任命され、正式な外交特権が与えられることになった。
次に公使になったのがジョルジュ・ヴァニエである。彼は1938年から40年までは公使を務め、ドイツによってフランスが占領されてからはロンドンに渡って、フランスに対するカナダ代表を務めた。1944年に連合国がパリを取りもどし、シャルル・ド・ゴールの共和国臨時政府がフランスの正統政権として各国から承認されると、ヴァニエは初代の駐仏大使に任命された。

## 在仏カナダ大使の一覧

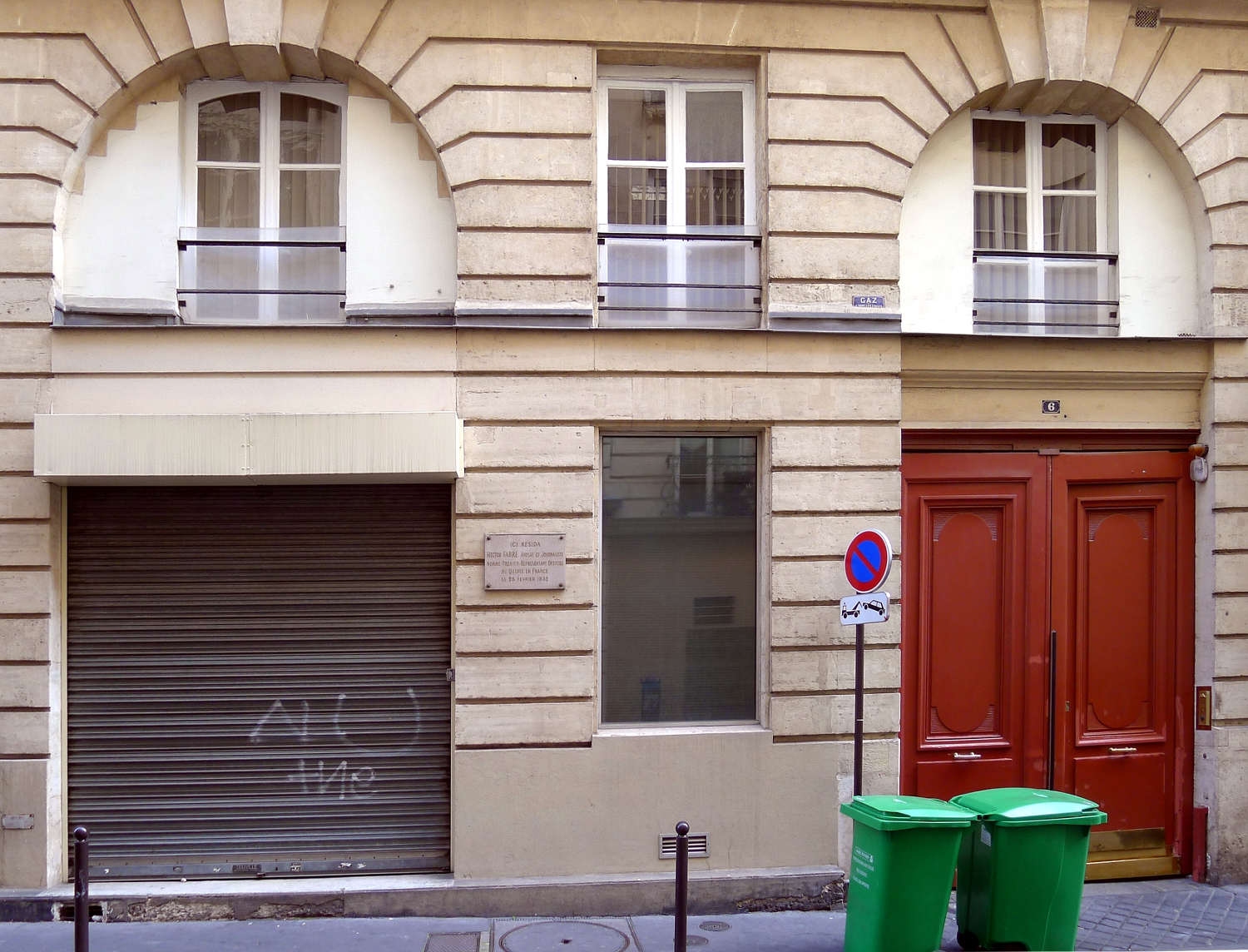
ファーブルが利用した駐仏ケベック代表部（パリ2区、シャバネ通り6番地）

| 自治領の代理人       | 任命 | 離任 |
| -------------------- | ---- | ---- |
| エクトル・ファーブル | 1882 | 1910 |
| フィリップ・ロイ     | 1911 | 1928 |

| 特命全権公使             | 任命 | 離任 |
| ------------------------ | ---- | ---- |
| フィリップ・ロイ         | 1928 | 1938 |
| Georges Philias Vanier   | 1938 | 1940 |
| (Georges Philias Vanier) | 1940 | 1944 |

| 特命全権大使           | 任命 | 離任 |
| ---------------------- | ---- | ---- |
| Georges Philias Vanier | 1944 | 1953 |
| Jean Désy              | 1954 | 1957 |
| Pierre Dupuy           | 1958 | 1963 |
| Jules Léger            | 1964 | 1968 |
| Paul Beaulieu          | 1968 | 1970 |
| Léo Cadieux            | 1970 | 1975 |
| Gérard Pelletier       | 1975 | 1981 |
| Michel Dupuy           | 1981 | 1985 |
| Lucien Bouchard        | 1985 | 1988 |
| Claude Charland        | 1988 | 1992 |
| Benoît Bouchard        | 1993 | 1996 |
| Jacques Roy            | 1996 | 2000 |
| Raymond Chrétien       | 2000 | 2003 |
| Claude Laverdure       | 2003 | 2007 |
| Marc Lortie            | 2007 | 2012 |
| Lawrence Cannon        | 2012 | 現在 |